# Piquet (Einheit)
Der Piquet war ein französisches Volumen- und Getreidemaß in der Picardie. Der Piquet war in der Größe relativ gleichbleibend. Die Anzahl auf den in den anderen Städten verschieden großen Setier/Septier zum Beispiel (Calais = 8380 Pariser Kubikzoll) konnte bis zu 21 Piquets betragen. In Guise nannte man den Septier auch Jalois mit 2580 Pariser Kubikzoll, was einer Anzahl von rund 6 ½ Piquets entsprach und etwa 51,125 Liter ergab.
- Amiens 1 Piquet = 403 Pariser Kubikzoll = 8 Liter (7,99 Liter)
- Amiens 4 Piquets = 1 Septier = 1612 Pariser Kubikzoll